# Césarches
Césarches est une commune française située dans le département de la Savoie en région Auvergne-Rhône-Alpes.

## Géographie
La commune de Césarches est située à 2 km de la ville et sous-préfecture de la Savoie, Albertville. Le territoire de la commune se trouve entre la rive gauche de la rivière Arly, et sur la rive droite du Doron de Beaufort, qui marque la limite communale sur ses parties est et sud. Le terrain pentu de la section ouest se trouve sur le mont Cornillon. La commune est reliée à Queige par le col de Montessuit.
La superficie de la commune est de 290 ha,.
La commune comporte plusieurs villages ou lieux-dits. Voici la description qu'en donne le chanoine Joseph Garin (1876-1947) en 1939 : « Du nord au sud (...) : des Combes, près de la rive gauche de l'Arly ; de Posteris un peu plus haut dans la colline ; des Molliex sur le flanc ouest de Cornillon ;  du chef-lieu ou Grand Village (...), à l'altitude de 420 mètres, (...). Puis vient Montessuit, sur la lisière méridionale de la forêt de Cornillon ; le Plan, assis sur le beau et fertile plateau qui domine, au nord, les gorges du Doron ; les Côtes, enfin qui surplombent le verdoyant défilé qui sépare Césarches de Venthon. »

### Climat
Pour des articles plus généraux, voir Climat d'Auvergne-Rhône-Alpes et Climat de la Savoie.
En 2010, le climat de la commune est de type climat de montagne, selon une étude du Centre national de la recherche scientifique s'appuyant sur une série de données couvrant la période 1971-2000. En 2020, Météo-France publie une typologie des climats de la France métropolitaine dans laquelle la commune est exposée à un climat de montagne ou de marges de montagne et est dans la région climatique  Alpes du nord, caractérisée par une pluviométrie annuelle de 1 200 à 1 500 mm, irrégulièrement répartie en été. 
Pour la période 1971-2000, la température annuelle moyenne est de 10 °C, avec une amplitude thermique annuelle de 18,3 °C. Le cumul annuel moyen de précipitations est de 1 594 mm, avec 10,1 jours de précipitations en janvier et 9,4 jours en juillet. Pour la période 1991-2020, la température moyenne annuelle observée sur la station météorologique de Météo-France la plus proche, « Ugine », sur la commune d'Ugine à 6 km à vol d'oiseau, est de 11,6 °C et le cumul annuel moyen de précipitations est de 1 398,7 mm,. Pour l'avenir, les paramètres climatiques de la commune estimés pour 2050 selon différents scénarios d'émission de gaz à effet de serre sont consultables sur un site dédié publié par Météo-France en novembre 2022.

## Urbanisme

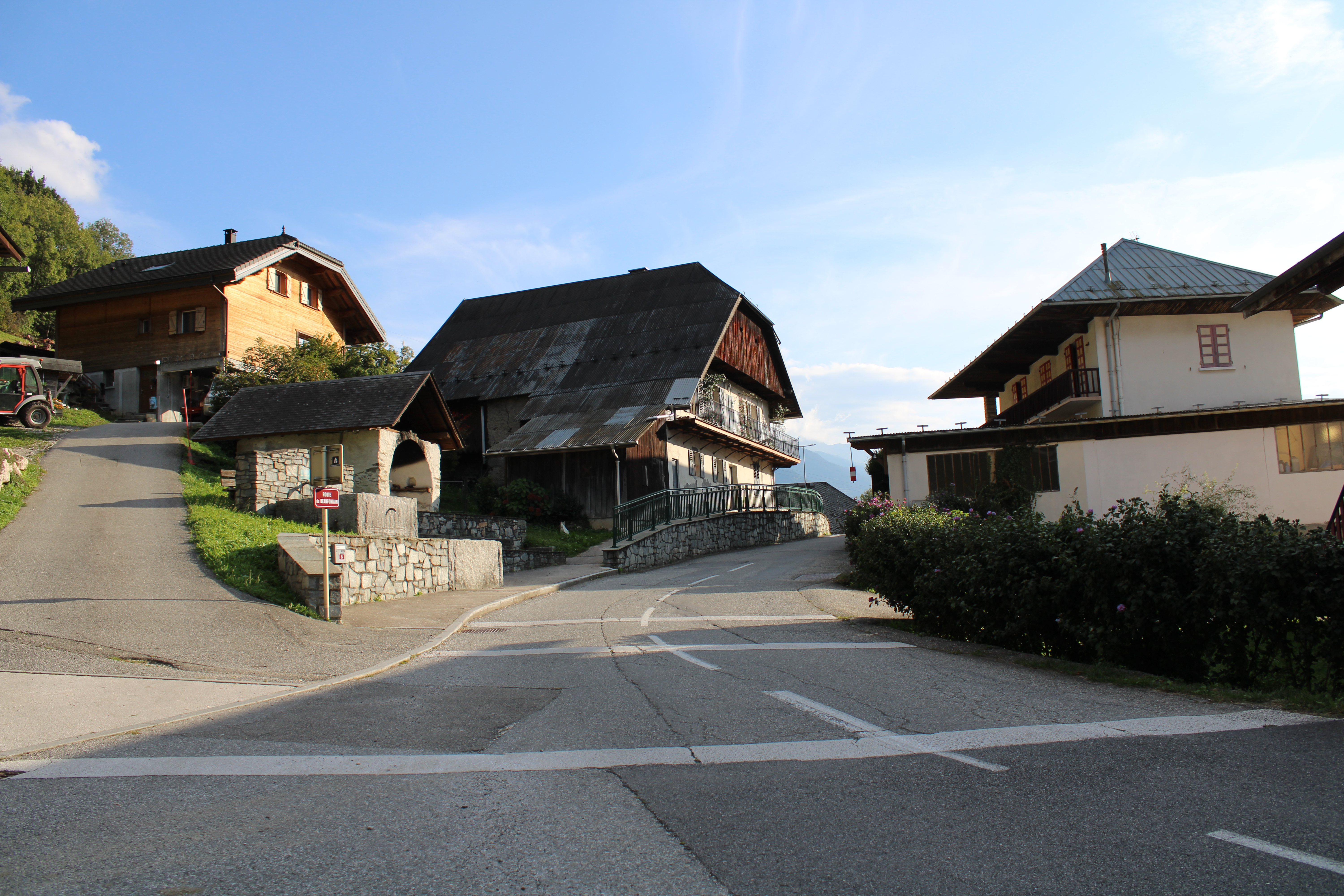
Le lieu-dit du Grand Village.

### Typologie
Au 1er janvier 2024, Césarches est catégorisée commune rurale à habitat dispersé, selon la nouvelle grille communale de densité à sept niveaux définie par l'Insee en 2022.
Elle appartient à l'unité urbaine d'Albertville, une agglomération intra-départementale regroupant 17  communes, dont elle est une commune de la banlieue,,. Par ailleurs la commune fait partie de l'aire d'attraction d'Albertville, dont elle est une commune de la couronne,. Cette aire, qui regroupe 30 communes, est catégorisée dans les aires de 50 000 à moins de 200 000 habitants,.

### Occupation des sols
L'occupation des sols de la commune, telle qu'elle ressort de la base de données européenne d’occupation biophysique des sols Corine Land Cover (CLC), est marquée par l'importance des forêts et milieux semi-naturels (61,2 % en 2018), en diminution par rapport à 1990 (67,8 %). La répartition détaillée en 2018 est la suivante :  forêts (61,2 %), zones agricoles hétérogènes (22,1 %), prairies (15,2 %), zones industrielles ou commerciales et réseaux de communication (1,4 %).
L'IGN met par ailleurs à disposition un outil en ligne permettant de comparer l’évolution dans le temps de l’occupation des sols de la commune (ou de territoires à des échelles différentes). Plusieurs époques sont accessibles sous forme de cartes ou photos aériennes : la carte de Cassini (XVIIIe siècle), la carte d'état-major (1820-1866) et la période actuelle (1950 à aujourd'hui).

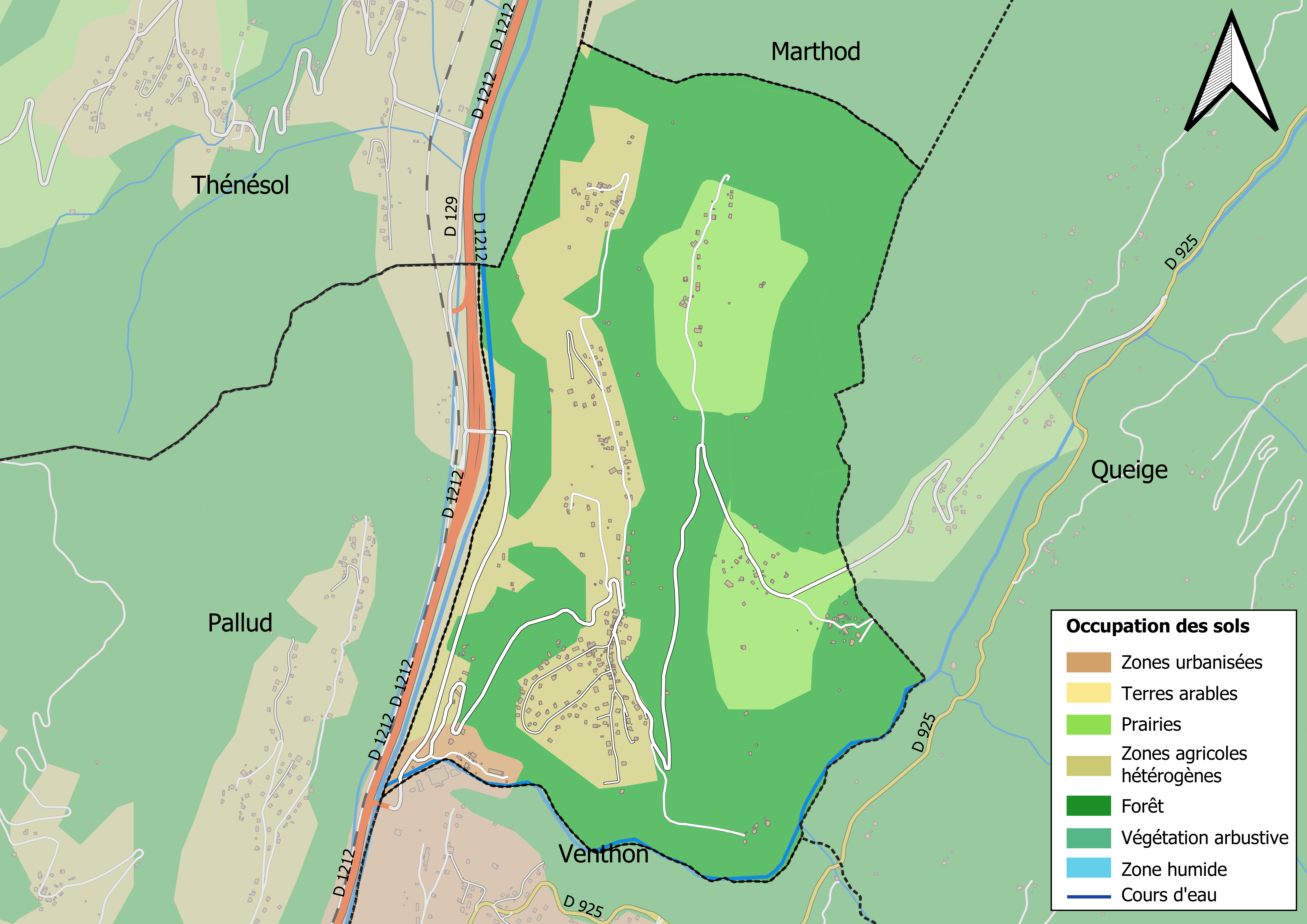
Carte des infrastructures et de l'occupation des sols en 2018 (CLC) de la commune.
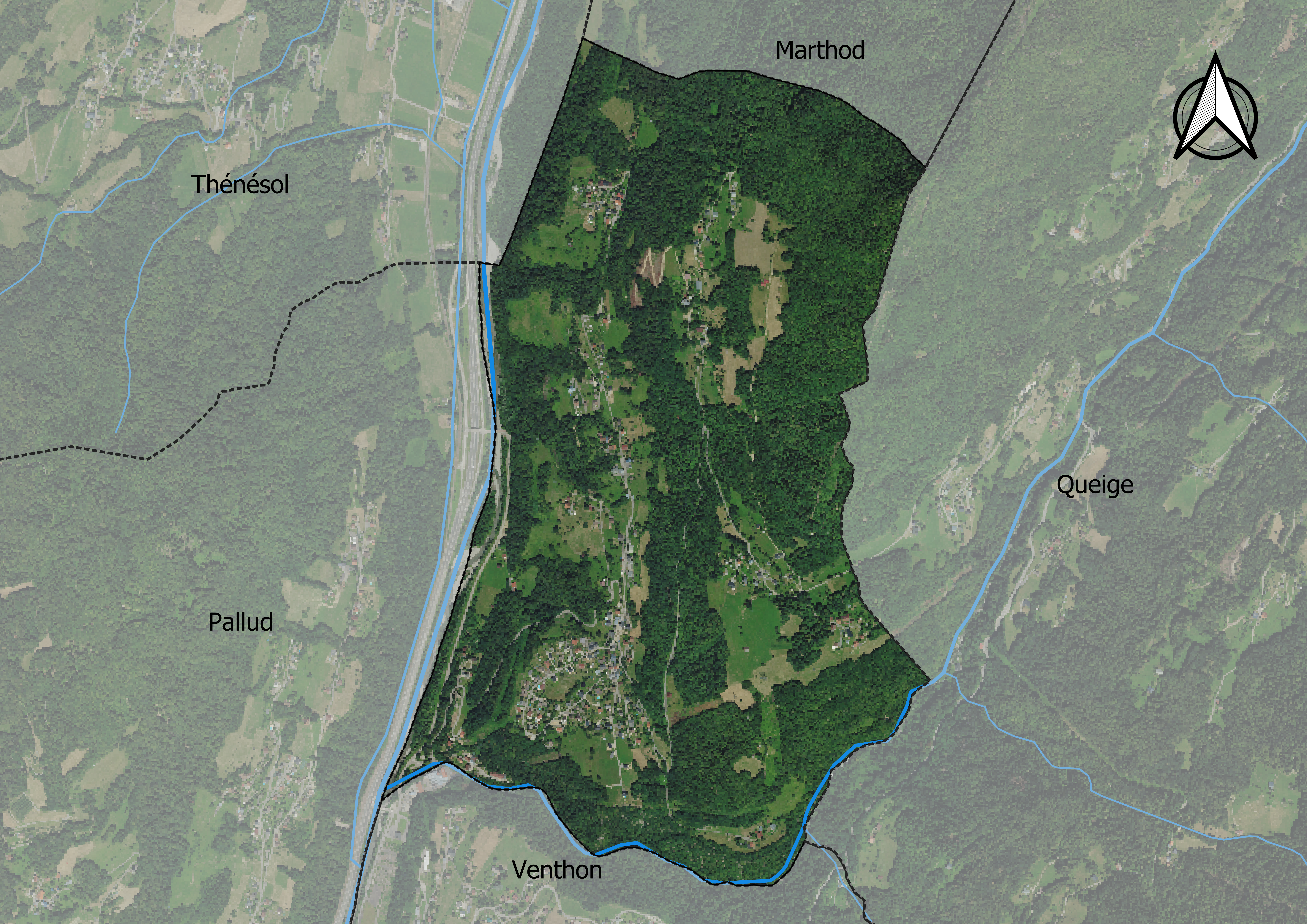
Carte orthophotogrammétrique de la commune.

## Toponymie
Le toponyme Césarches est mentionné pour la première fois dans les sources en 1170 avec Ecclesia de Sesarches,. L'année suivante la forme donnée est Cesarchis, puis Cesarchiis au début du XIIIe,. Au XIIIe siècle, on trouve un Dominus Sesarchiarum et au siècle suivant Sésarches,. Sur le cadastre sarde (1732), la commune est mentionnée  sous la forme Cézarches,.
Le chanoine Adolphe Gros (1935) suivi par l'abbé Marius Hudry rappellent que certains auteurs anciens ont voulu y voir une référence à César, considérant que le général romain avait pu camper dans les environs. Ils soulignent toutefois que le toponyme doit plutôt trouver son origine dans l'évolution en langue romane du mot casarica, qui désigne une cabane ou un ensemble de cabanes, ou des maisons en ruine.
En francoprovençal, le nom de la commune s'écrit Steuzhorst, selon la graphie de Conflans.

## Histoire
La paroisse de Césarches apparait pour la première fois dans les sources par la mention de l'Ecclesia de Sesarches en 1170,,. Il s'agit d'un partage de bénéfices entre l'archevêque de Tarentaise et ses chanoines, dans lequel est précisé que l'archevêque Pierre II de Tarentaise garde pour lui l'argent de Césarches et Cornillon. D'autres mentions sont faites en 1184 et 1226,, dans des bulles des papes Lucius III et Honorius III. La paroisse dépend donc directement du prélat tarin. Au cours du XIVe siècle, elle semble devenir une annexe de la paroisse voisine de Venthon.
Au cours de la période féodale, Césarches appartient au XIIIe siècle, probablement dès le XIIe siècle, aux seigneurs de Cornillon,. Rivaux des seigneurs de Beaufort, ces derniers obtiennent le fief de Césarches, avant de le passer au début du XIVe siècle à la famille du Verger qui le garde jusqu'au XVIIe siècle,. Le fief passe au noble Claude (de) Chapot, puis par mariage La Croix de Pradel d'Authurin au XVIIe siècle,. Il reste dans cette famille jusqu'à l'invasion du duché de Savoie par les troupes révolutionnaires françaises en 1792.
Au XVIIIe siècle, à la demande de l'archevêque, des travaux de rénovation sont entrepris dans le chœur de l'église. Les travaux débutent grâce au soutien du sieur Louis de Pradel La Croix.
Le 3 juillet 1787, le dernier seigneur de La Croix affranchit les habitants pour 1 800 livres.

## Politique et administration

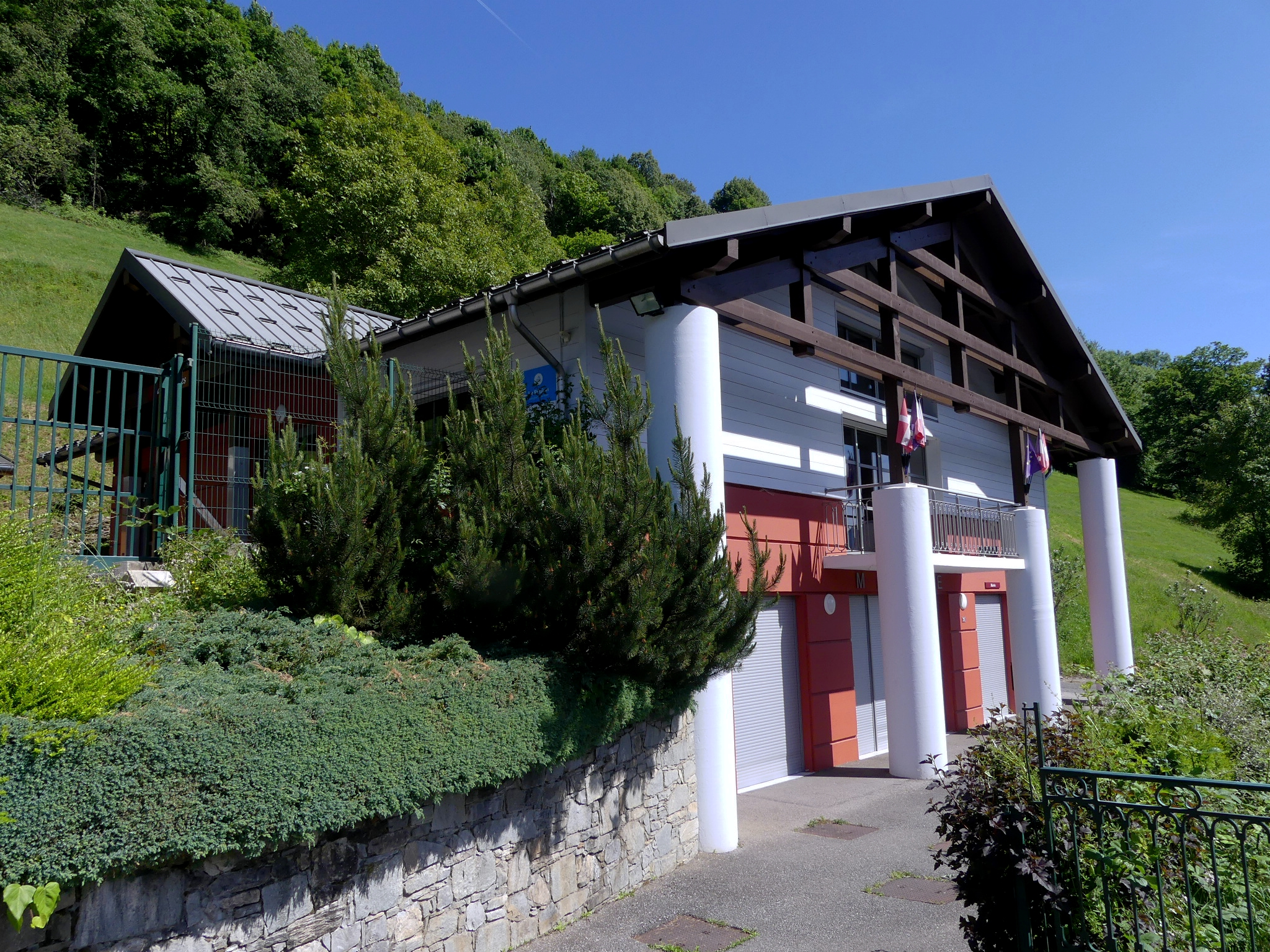
Bâtiment de la mairie.

| Période                                  | Période                  | Identité              | Étiquette | Qualité |
| ---------------------------------------- | ------------------------ | --------------------- | --------- | ------- |
| mars 1971                                | mars 1972                | Jean Mermier          | ...       | ...     |
| mars 1972                                | mars 1989                | Noël Billet           | PS        | ...     |
| mars 1989                                | mars 2001                | Robert Perrier        | ...       | ...     |
| mars 2001                                | mars 2008                | François Alex         | ...       | ...     |
| mars 2008                                | mars 2014                | Arlette Perrillat     | ...       | ...     |
| mars 2014                                | En cours (au avril 2014) | Hervé Muraz-Dulaurier | ...       | ...     |
| Les données manquantes sont à compléter. |                          |                       |           |         |

## Démographie
Les habitants de la commune sont appelés les Césarchois(es).
La majeure partie des habitants réside au lieu-dit du « plan ». Des hameaux plus isolés constituent le reste de la population de la commune.
L'évolution du nombre d'habitants est connue à travers les recensements de la population effectués dans la commune depuis 1793. Pour les communes de moins de 10 000 habitants, une enquête de recensement portant sur toute la population est réalisée tous les cinq ans, les populations de référence des années intermédiaires étant quant à elles estimées par interpolation ou extrapolation. Pour la commune, le premier recensement exhaustif entrant dans le cadre du nouveau dispositif a été réalisé en 2008.

En 2022, la commune comptait 431 habitants, en évolution de +1,17 % par rapport à 2016 (Savoie : +3,63 %, France hors Mayotte : +2,11 %).
| 1793 | 1800 | 1806 | 1822 | 1838 | 1848 | 1858 | 1861 | 1866 |
| ---- | ---- | ---- | ---- | ---- | ---- | ---- | ---- | ---- |
| 255  | 230  | 262  | 240  | 258  | 293  | 256  | 243  | 221  |

| 1872 | 1876 | 1881 | 1886 | 1891 | 1896 | 1901 | 1906 | 1911 |
| ---- | ---- | ---- | ---- | ---- | ---- | ---- | ---- | ---- |
| 229  | 227  | 239  | 232  | 291  | 357  | 341  | 354  | 307  |

| 1921 | 1926 | 1931 | 1936 | 1946 | 1954 | 1962 | 1968 | 1975 |
| ---- | ---- | ---- | ---- | ---- | ---- | ---- | ---- | ---- |
| 266  | 267  | 272  | 256  | 281  | 333  | 303  | 278  | 289  |

| 1982 | 1990 | 1999 | 2006 | 2008 | 2013 | 2018 | 2022 | - |
| ---- | ---- | ---- | ---- | ---- | ---- | ---- | ---- | - |
| 300  | 325  | 357  | 378  | 384  | 416  | 428  | 431  | - |

La population est principalement installée dans les villages, situés sur les replats, du chef-lieu ou Grand-Village, Césarches et
les Combes.

## Culture locale et patrimoine

### Lieux et monuments
La commune ne compte aucun lieu ou monument répertorié à l’inventaire des monuments historiques ou à celui du patrimoine culturel.

#### Patrimoine religieux
L’église communale, dédiée à Saint-Maurice, est située au chef-lieu, de même qu’une chapelle installée en face de l’école.

Église et chapelles à Césarches.
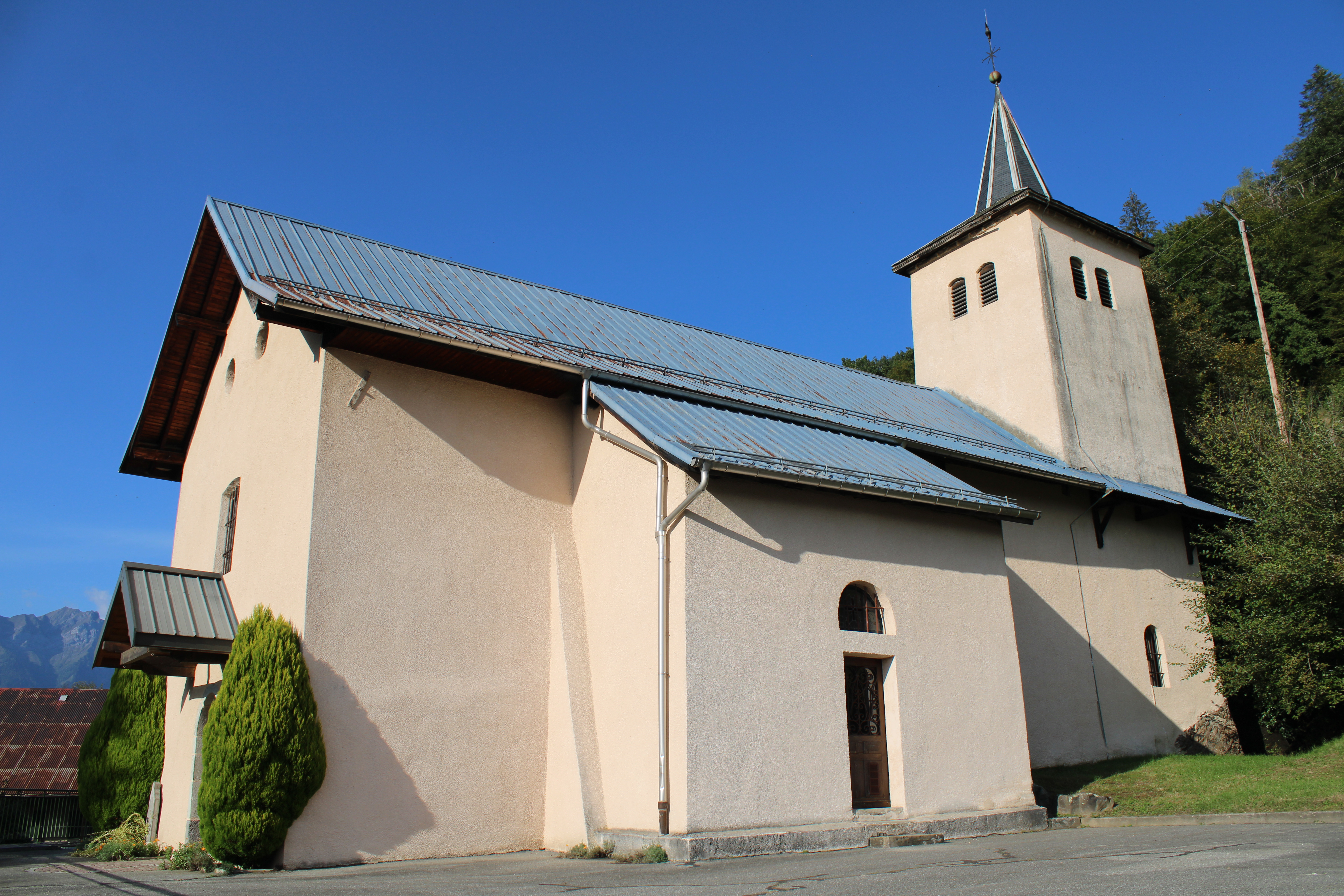
Vue générale de l’église.
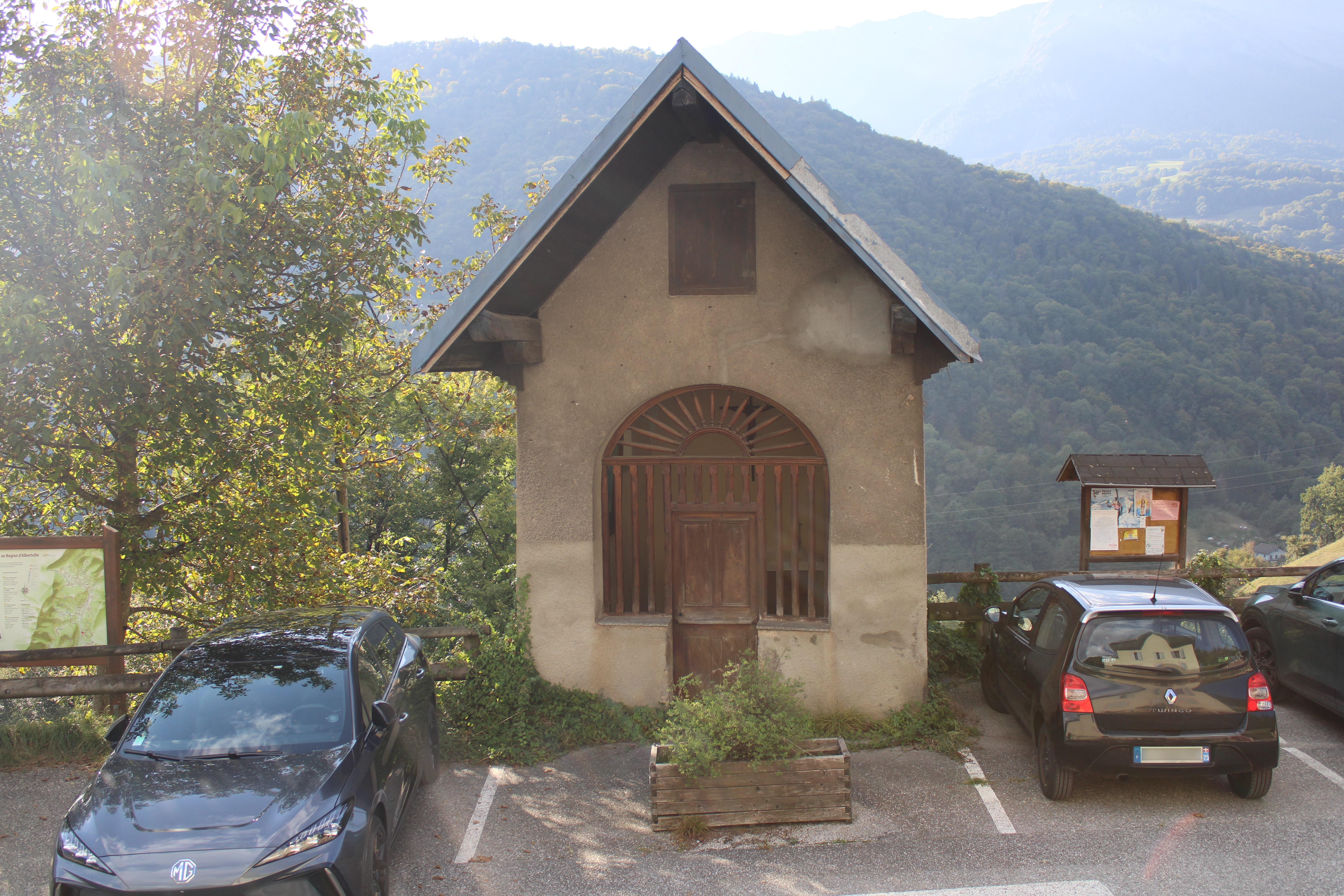
Chapelle de Césarches.

#### Mémorial

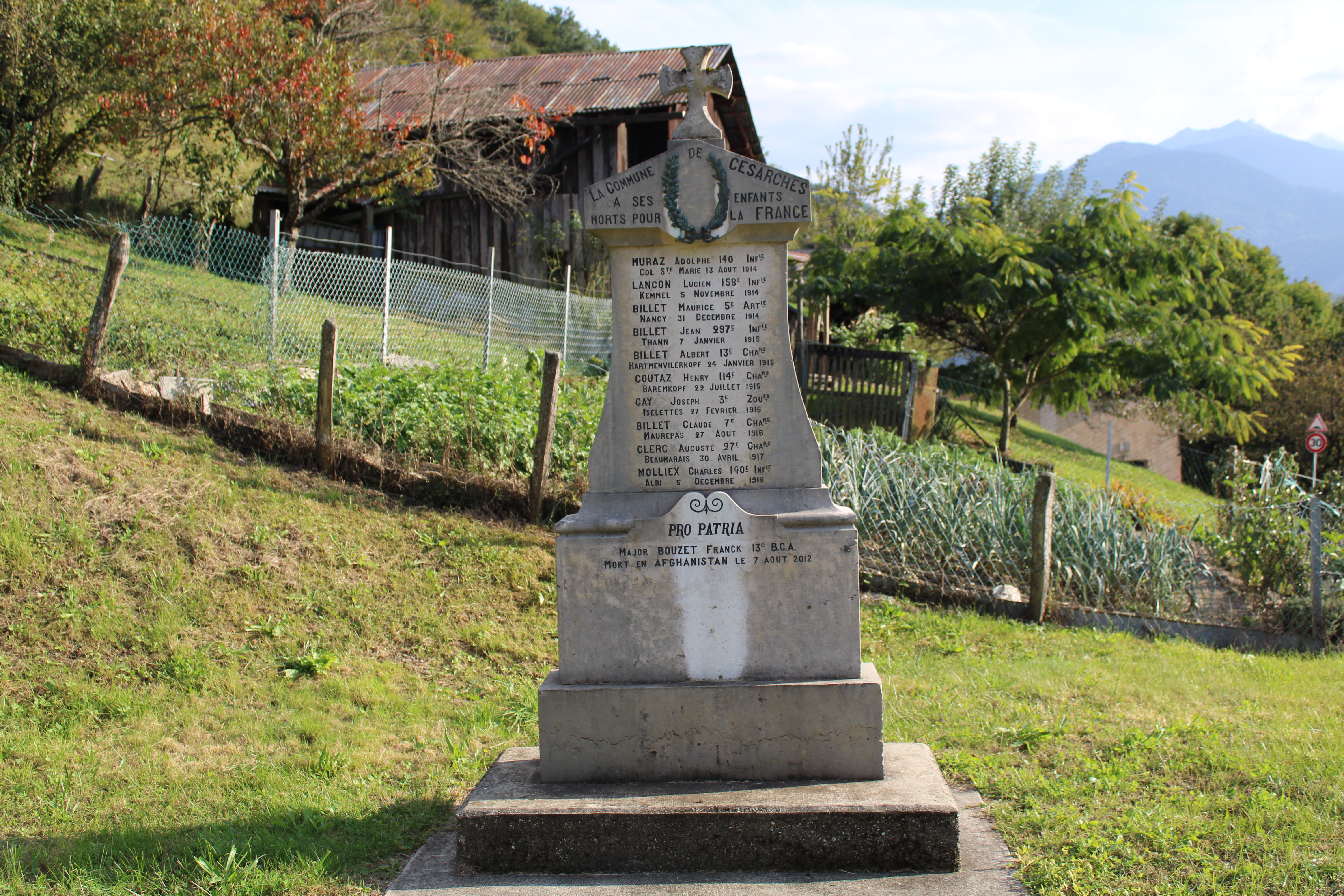
Le monument aux morts de Césarches.

Le monument aux morts est situé à côté de l’église et a été inauguré le 3 septembre 1920, moins de deux ans après la signature de l’Armistice. Le nom de l’architecte n’est pas connu. Le monument, de type funéraire catholique, prend la forme d’une pierre tombale surmontée d’une croix latine. Deux inscriptions sont gravées sur la stèle : « La commune de Césarches à ses enfants morts pour la France » en partie haute, et « Pro Patria » en partie basse,.
11 noms sont gravés sur le monument, accompagnés du régiment, du lieu et de la date de décès. Excepté le dernier lié au conflit en Afghanistan, les autres sont tous tombés lors de la Première Guerre mondiale.

### Châteaux
Le château de Cornillon, construit au XIIe siècle, est un ancien château fort, aujourd'hui en ruines. Il se trouve sur la commune de Queige, en limite avec Césarches.
Le château de Césarches, disparu, se situait au niveau du chef-lieu, à l'emplacement de la mairie et qui pour nom également château de La Croix.
Une légende raconte qu'il existait autre fois un passage souterrain entre le château de la Croix et celui de Cornillon.

### Vie culturelle

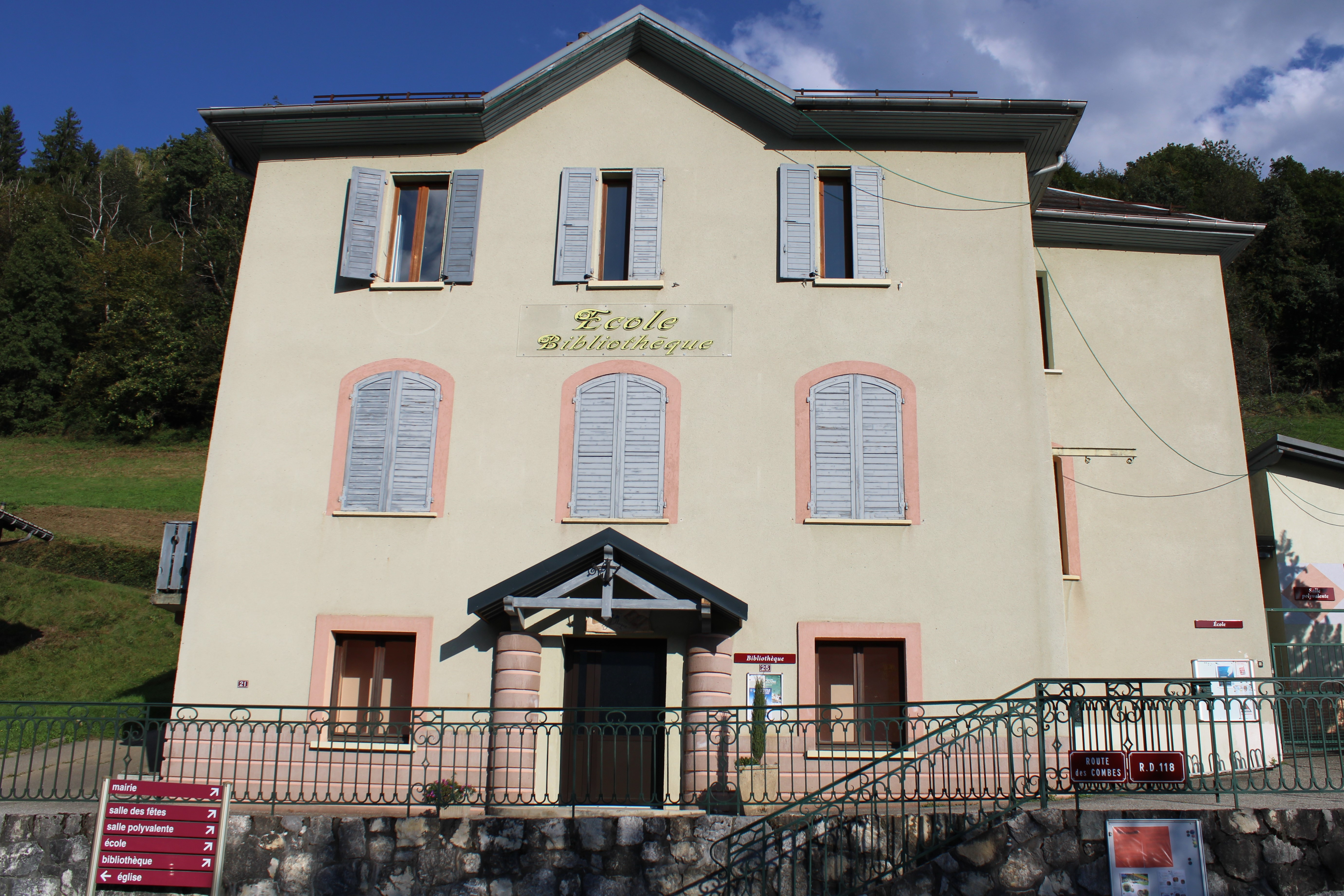
L’école bibliothèque communale en septembre 2024.

Une bibliothèque existe sous l'école primaire de la commune. Les habitants de Césarches ont créé un club de jeux de société : L'Antre du Joueur.
Une association de parents d'élèves appelée "le Sou des écoles" réalise des manifestations pour permettre à l'école de financer des sorties extrascolaires.
Par ailleurs, plusieurs manifestations sont organisées tout au long de l'année dans la salle des fêtes de la commune.

## Héraldique
| Blason de Césarches | Blason  | De gueules au carreau d'or; au chef d'argent chargé de deux cors d'azur, l'embouchure à dextre. |
| Blason de Césarches | Détails | Le statut officiel du blason reste à déterminer.                                                |